# Star Wars: Jedi Knight
Star Wars: Jedi Knight – seria osadzonych w świecie Gwiezdnych wojen gier komputerowych z pogranicza gatunków strzelanek pierwszoosobowych, trzecioosobowych oraz gier akcji. W jej skład wchodzą: Star Wars: Dark Forces (1995), Star Wars Jedi Knight: Dark Forces II (1997), Star Wars Jedi Knight: Mysteries of the Sith (1998), Star Wars Jedi Knight II: Jedi Outcast (2002) i Star Wars Jedi Knight: Jedi Academy (2003). Pierwsze dwie części cyklu wraz z dodatkiem Mysteries of the Sith zostały stworzone przez LucasArts, pozostałe dwie gry opracowało studio Raven Software.

## Gry z serii
|   | Tytuł                                        | Gatunek           | Producent      | Wydawca   | Platformy                  | Data wydania                             | Uwagi                     |
| - | -------------------------------------------- | ----------------- | -------------- | --------- | -------------------------- | ---------------------------------------- | ------------------------- |
| 1 | Star Wars: Dark Forces                       | FPS               | LucasArts      | LucasArts | PC, Macintosh, PlayStation | 1995 (PC i Macintosh) 1996 (PlayStation) |                           |
| 2 | Star Wars Jedi Knight: Dark Forces II        | FPS/TPS/gra akcji | LucasArts      | LucasArts | PC                         | 1997                                     |                           |
| 3 | Star Wars Jedi Knight: Mysteries of the Sith | FPS/TPS/gra akcji | LucasArts      | LucasArts | PC                         | 1998                                     | dodatek do Dark Forces II |
| 4 | Star Wars Jedi Knight II: Jedi Outcast       | FPS/TPS/gra akcji | Raven Software | LucasArts | PC, Mac, GameCube, Xbox    | 2002                                     |                           |
| 5 | Star Wars Jedi Knight: Jedi Academy          | FPS/TPS/gra akcji | Raven Software | LucasArts | PC, Mac, Xbox              | 2003                                     |                           |

### Star Wars: Dark Forces(1995)
Pomysł na stworzenie pierwszej gry z gatunku FPS rozgrywającej się w świecie Gwiezdnych wojen pojawił się pod wpływem sukcesu gry Wolfenstein 3D (1992) stworzonej przez studio id Software. Innym źródłem inspiracji był też później kolejny projekt twórców Wolfensteina 3D – Doom (1993). Twórcy Star Wars: Dark Forces na potrzeby gry opracowali autorski silnik graficzny „Jedi”, który umożliwił wykreowanie w pełni trójwymiarowych obiektów, efektów mgły i oparów, a także animowanych tekstur i cieni. Silnik „Jedi” pozwolił również na wprowadzenie do gry możliwości rozglądania się zarówno w poziomie, jak i w pionie, podczas gdy wszystkie dotychczasowe gry ze światem obserwowanym z perspektywy pierwszej osoby oferowały wyłącznie spoglądanie na boki. Innym elementem niespotykanym dotąd w gatunku FPS, który pojawił się w Dark Forces była też m.in. możliwość skakania, przykucania oraz pływania, z czego dwie pierwsze na stałe zagościły w gatunku strzelanek pierwszoosobowych.
W Star Wars: Dark Forces gracz kontroluje stworzoną na potrzeby gry postać Kyle’a Katarna – wynajętego przez Sojusz Rebeliantów najemnika, który otrzymuje od Rebelii zadanie poprowadzenia śledztwa w sprawie ataku na jedną z rebelianckich baz dokonanego przez nowy rodzaj imperialnych żołnierzy. Główny bohater wpada wówczas na trop Mrocznych Szturmowców – potężnych droidów bojowych; tytułowych mrocznych sił Imperium, które Katarn ma za zadanie zneutralizować. Gra składa się z kilkunastu poziomów, na których gracz głównie infiltruje imperialne bazy, strzela do wrogów, w tym przeważnie do szturmowców, zdobywa nowe rodzaje broni, a także odnajduje przedmioty potrzebne do ukończenia gry.
Star Wars: Dark Forces choć bywała często określana mianem „klona Dooma”, została pozytywnie oceniona przez krytyków w branży, którzy chwalili grafikę, udźwiękowienie, wymagającą rozgrywkę oraz postęp technologiczny względem gry Doom, będącej głównym źródłem inspiracji dla twórców Dark Forces. Z dezaprobatą ze strony recenzentów spotkały się m.in. krótki czas rozgrywki oraz wersja na PlayStation, którą krytykowano za spadki płynności gry i wyświetlanych klatek na sekundę, a także znacznie gorszą jakość grafiki w porównaniu do wersji gry przeznaczonej na komputery.

### Star Wars Jedi Knight: Dark Forces II(1997)
Wkrótce po wydaniu Star Wars: Dark Forces LucasArts rozpoczęło produkcję kontynuacji. Nowością względem pierwszej części gry w Dark Forces II była przede wszystkim możliwość władania mieczem świetlnym oraz posługiwania się Mocą Jedi. Twórcy umożliwili ponadto graczowi obserwację świata gry zarówno z perspektywy pierwszej, jak i perspektywy trzeciej osoby, pomiędzy którymi gracz może przełączać w dowolnym momencie trwania rozgrywki. W przeciwieństwie do pierwszej części gry, która bazowała na silniku „Jedi”, druga część gry opiera się na nowszym i bardziej zaawansowanym silniku o nazwie „Sith”, pozwalającym na m.in. realistyczniejszą grafikę 3D, dźwięk przestrzenny i grę wieloosobową za pośrednictwem internetu lub sieci LAN. Dark Forces II była też jedną z pierwszych gier obsługujących akcelerację sprzętową przy wykorzystaniu Direct3D. Na potrzeby gry przygotowano przerywniki filmowe typu full motion video, łączące grę aktorską live action z grafiką komputerową.
Akcja gry rozgrywa się na rok po wydarzeniach z filmu Powrót Jedi i tym samym na cztery lata po zakończeniu wydarzeń z pierwszej części gry. Gra ukazuje dalszą historię Kyle’a Katarna pracującego dla Nowej Republiki w roli najemnika. W tej grze Kyle stawia czoło Jerecowi – mrocznemu Jedi, który przed laty zabił ojca Katarna. Jerec poszukuje bowiem „Doliny Jedi” – ogromnego źródła mocy, dzięki któremu mógłby stać się niepokonanym i zawładnąć galaktyką. Katarn wchodzi w posiadanie miecza świetlnego, po czym uczy się korzystać z Mocy i rozwijać w sztuce Jedi na drodze do powstrzymania Jereca przed opanowaniem galaktyki.
W grze możliwe są dwa zakończenia gry – zakończenie jasnej oraz ciemnej strony Mocy. Na finał gry wpływa sposób w jaki gracz wydaje zdobywane punkty Mocy w trakcie rozgrywki, które może przeznaczyć na umiejętności ciemnej lub jasnej strony mocy, a także na neutralne moce.
Dark Forces II spotkała się z pozytywnym odbiorem recenzentów, którzy przeważnie chwalili postępy względem pierwszej części gry; grywalność i walory rozgrywki, w tym przede wszystkim system władania mieczem świetlnym; efekty dźwiękowe nadające grze klimat; wprowadzenie do gry filmowej muzyki Johna Williamsa, a także dodanie trybu gry wieloosobowej. Część krytyków przyznała jednakże, że gra wypada kiepsko od strony graficznej podczas grania na komputerze niewspierającym akceleracji 3D; natomiast mieszane opinie zebrał projekt poziomów gry oraz SI przeciwników. Redakcja „Computer Games Strategy Plus” uznała Dark Forces II za „najlepszą pierwszoosobową grę akcji 1997 roku”, a magazyn „Computer Gaming World” przyznał jej tytuł „gry roku”.

### Star Wars Jedi Knight: Mysteries of the Sith(1998)
Przy produkcji dodatku do Dark Forces II zatytułowanego Mysteries of the Sith LucasArts wykorzystało ten sam silnik graficzny, na którym opierała się podstawowa gra, jednakże wprowadzono do niego szereg technicznych ulepszeń. Modyfikacje silnika „Sith” umożliwiły m.in. wielokolorowe oświetlenie, nowe tekstury i modele, a także lepszą SI przeciwników. Przerywniki filmowe typu full motion video znane z Dark Forces II zastąpiono wygenerowanymi w pełni komputerowo cutscenami.
W odróżnieniu od podstawowej gry, oprócz Katarna gracz w tym dodatku kontroluje Marę Jade – postać znaną z książkowej Trylogii Thrawna autorstwa Timothy’ego Zahna i wielu kolejnych dzieł Expanded Universe Gwiezdnych wojen. Akcja Mysteries of the Sith osadzona jest na pięć lat po zakończeniu wydarzeń z podstawowej gry, gdy Kyle Katarn jest już potężnym mistrzem Jedi i bierze Marę Jade na swoją uczennicę.
Dodatek Mysteries of the Sith zebrał ogólnie pozytywne recenzje, w których chwalono fabułę i ulepszoną SI przeciwników, choć krytykowano nierówny poziom trudności.

### Star Wars Jedi Knight II: Jedi Outcast(2002)
LucasArts, które do tej pory samodzielnie produkowało wszystkie gry z serii, tym razem powierzyło stworzenie kolejnej części cyklu studiu Raven Software. Trzecia pełnoprawna odsłona Jedi Knight bazuje na silniku id Tech 3 znanym z gry Quake III: Arena. Twórcy gry, na potrzeby Jedi Outcast podwoili jednak zasobność wielokątów tego silnika. W projekt, do zagrania roli głosowej Lando Calrissiana, zaangażowano Billy’ego Dee Williamsa – oryginalnego odtwórcę tej postaci w starej trylogii Gwiezdnych wojen.
Akcja Jedi Outcast rozgrywa się na dwa lata po wydarzeniach z Mysteries of the Sith, siedem lat po Dark Forces II i zarazem osiem lat po Powrocie Jedi. Gracz ponownie wciela się w postać najemnika Kyle’a Katarna, który odciął się od Mocy, po tym jak niemal przeszedł na ciemną stronę Mocy dwa lata wcześniej. W galaktyce pojawia się jednak nowe zagrożenie – mroczny Jedi imieniem Desann, stojący na czele resztek Imperium, który wraz ze swoją uczennicą Tavion oraz armią Odrodzonych dąży do zawładnięcia galaktyką. Katarn w obliczu sporego niebezpieczeństwa postawia powrócić na drogę Jedi, by wspólnie z Lukiem Skywalkerem powstrzymać Desanna.
Gra została pozytywnie oceniona przez krytyków, którzy docenili głównie fabułę i system walki mieczem świetlnym, a część recenzentów uznała Jedi Outcast za najlepszą grę spośród wszystkich dotychczasowych osadzonych w świecie Gwiezdnych wojen. Jedi Outcast był też finalistą na Interactive Achievement Awards w 2003 roku w kategorii „najlepsza przygodowa gra akcji”. Oprócz tego produkcja Raven Software otrzymała rekomendację od takich serwisów jak PC Gamer czy Computer Gaming World.

### Star Wars Jedi Knight: Jedi Academy(2003)
Podobnie jak poprzednia część gry, Jedi Academy opiera się o mocno zmodyfikowany silnik id Tech 3. Studio Raven Software ponownie pełniące funkcję producenta gry zadecydowało, aby głównym bohaterem nie był Kyle Katarn, lecz jeden z młodych uczniów Akademii Jedi. Powodem takiej decyzji był fakt, że Katarn był na tym etapie już mistrzem Jedi, a rozpoczynanie gry z opanowanymi potężnymi mocami miałoby zły wpływ na rozgrywkę. W wyniku tego Jedi Academy stała się pierwszą i jedyną grą serii, w której Katarn nie jest postacią grywalną. Twórcy wprowadzili do gry szereg zmian, takich jak możliwość stworzenia postaci przez gracza, w tym wybór wyglądu, rasy i płci głównego bohatera, a także koloru miecza świetlnego. Gracz może też – podobnie jak w Dark Forces II – samodzielnie wybierać moce, które chce opanować. W dalszej części gry umożliwiono graczowi również władanie podwójnym mieczem świetlnym bądź dwoma mieczami.
Akcja gry rozgrywa się na dekadę po Powrocie Jedi, czyli dwa lata po zakończeniu wydarzeń z Jedi Outcast. Postacią sterowaną przez gracza jest Jaden – młody padawan Jedi, który trafia do Akademii Jedi Luke’a Skywalkera, gdzie rozpoczyna szkolenie na rycerza Jedi pod okiem mistrza Kyle’a Katarna. Zadaniem Jadena jest poprowadzenie śledztwa w sprawie kultu Ragnosa – ugrupowania mrocznych Jedi pod wodzą Tavion, byłej uczennicy Desanna z poprzedniej części gry.
W Jedi Academy istnieją dwa fabularne zakończenia gry – zakończenie ciemnej i jasnej strony Mocy. Finał gry zależy od tego jaką decyzję podejmie gracz w określonym momencie gry.
Ostatnia gra serii – podobnie jak poprzednie odsłony cyklu – spotkała się z pozytywnym przyjęciem krytyków w branży. Recenzenci pochwalili fakt, że gracz – w przeciwieństwie do Dark Forces II i Jedi Outcast – ma możliwość władania mieczem świetlnym od samego początku gry. Mieszane opinie zebrała fabuła; słowa krytyki zaś spadły na SI przeciwników.